# 張和獸屬
张和兽，发现于中国辽宁热河生物群，是一种生活在早白垩纪的早期哺乳动物，属于鼹兽类，头身长15厘米，下颌全长35毫米。

## 发现与命名
20世纪90年代，锦州化石爱好者张和收购了一块出土于辽宁北票城尖山沟的早期哺乳动物化石，后捐赠给中国科学院古脊椎动物与古人类研究所。为了表示对捐赠者的感谢，1997年这个新物种被命名为张和兽。